# Sobasina paradoxa
Espèce
Sobasina paradoxa est une espèce d'araignées aranéomorphes de la famille des Salticidae.

## Distribution
Cette espèce est endémique de Viti Levu aux Fidji,.

## Description
Les mâles mesurent de 2,2 à 2,4 mm et les femelles de 2,1 à 3,0 mm.

## Publication originale
- Berry, Beatty & Prószyński, 1998 : Salticidae of the Pacific Islands. III. Distribution of Seven Genera, with Description of Nineteen New Species and Two New Genera. Journal of Arachnology, vol. 26, no 2, p. 149-189 (texte intégral).